# Эберхард, Иоганн Петер
Иоганн Петер Эберхард (нем. Johann Peter Eberhard; 2 декабря 1727, Альтона — 17 декабря 1779, Галле) — немецкий врач, естествоиспытатель, богослов, математик, физик, педагог, доктор медицины, профессор Галле-Виттенбергского университета, член «Леопольдины»,

## Биография
В 1741—1747 годах изучал теологию и медицину в университетах Гисена, Гёттингена, Гельмштедта , Йены, Галле и Лейпцига. В Гёттингене учился у историка церкви Христофора Августа Геймана и у врача, математика и физика Иоганна Андреаса фон Зегнера. В Хельмштадте учился у хирурга Лоренца Гейстера.
В 1749 году получил степень доктора медицины. В 1753 году стал профессором философии в Королевском университете Фридрихса в Галле, в 1756 году также стал профессором медицины. Десять лет спустя — профессор математики, а в 1769 году — заведующий кафедрой физики Галле-Виттенбергского университета. В 1753 году был принят в «Леопольдину».
Иммануил Кант использовал первые принципы естествознания Эберхарда в качестве основы для своих лекций по физике.

## Избранные труды
- «Acta Academ. nat. curiosorum» ;
- «Conspectus medicinae theoreticae in tabulas redactus»;
- «Sammlung derer ausgemachten Wahrheiten in der Naturlehre», 1755;
- «Physiologia et Diaetetica», 1761;
- «Pathologia», 1761;
- «Onomatologia medica completa oder medicinisches Lexikon», 1772;
- «Versuch eines neuen Entwurfs der Thiergeschichte», 1768;
- «Abhandlungen vom physikalischen Aberglauben und der Magie»